# Uğur Doğan
Uğur Doğan (* 19. Februar 1954 in Bolvadin) ist ein türkischer Diplomat.

## Leben
Doğan absolvierte ein Studium der Verwaltungswissenschaft an der Boğaziçi Üniversitesi. Von 1978 bis 1979 leistete er seinen Wehrdienst bei den türkischen Streitkräften. Daraufhin wurde er 1979 Gesandtschaftssekretär erst dritter, dann zweiter Klasse in der Personalabteilung der PEGM, bevor er dasselbe Amt von 1981 bis 1984 in zweiter und später erster Klasse in Washington, D.C. ausführte. Ab 1984 war er Konsul im bulgarischen Plowdiw und ab 1986 Leiter der Abteilung Multilaterales. Diese Funktion besetzte er später noch einmal von 1999 bis 2000. Er kehrte 1988 in das Amt des Gesandtschaftssekretärs zurück; diesmal bis 1993 in Ottawa. Bis 1995 leitete er im Folgenden die Abteilung Iran, Irak, Afghanistan, Pakistan, bevor er bis 1999 Konsul in Dschidda war. Ab 2000 war er Gesandter der Abteilung EU. Von 2001 bis 2004 war er Gesandter beim Büro der Vereinten Nationen in Genf. 2004 wurde er erstmals Botschafter: Bis 2007 in Riad, von 2009 bis 2013 in Den Haag, dann bis 2014 in Kuala Lumpur und anschließend bis 2016 in Maskat. Zwischendurch bekleidete er noch von 2007 bis 2009 das Amt des Ministerialdirigenten der Abteilung Verwaltung und Haushalt (MİDY).
Uğur Doğan ist verheiratet und hat zwei Kinder.